# 新斯塔夫 (戈羅霍夫區)
50°26′59″N 25°4′57″E / 50.44972°N 25.08250°E
新斯塔夫（烏克蘭語：Новостав），是烏克蘭的村落，位於該國西部沃倫州，由盧茨克區負責管轄，始建於1545年，面積14.97平方公里，海拔高度209米，2001年人口480，人口密度每平方公里32.06人。